# 정선 두위봉 주목
정선 두위봉 주목은 대한민국 강원특별자치도 정선군에 있는 천연기념물이다.